# Canthigaster axiologus
Canthigaster axiologus är en fiskart som beskrevs av Gilbert Percy Whitley 1931. Canthigaster axiologus ingår i släktet Canthigaster och familjen blåsfiskar. Inga underarter finns listade.